# L'anno del sole quieto (romanzo)
L'anno del sole quieto (The Year of the Quiet Sun) è un romanzo di fantascienza apocalittica scritto da Wilson Tucker pubblicato nel 1970. Nel romanzo viene usato l'espediente del viaggio nel tempo per accertare le previsioni politiche e sociali fatte.
È stato candidato ad entrambi i maggiori riconoscimenti della letteratura fantascientifica, il Premio Nebula nel 1970 e il Premio Hugo nel 1971, ed ha vinto il Premio John Wood Campbell Memorial nel 1976 in maniera retroattiva.

## Trama
La storia del libro inizia nel 1978, futuro prossimo nel momento in cui l'autore scriveva. In questo mondo le guerre in Estremo Oriente (Vietnam, Cambogia e Laos) in cui sono coinvolti gli Stati Uniti si aggravano, portando all'intervento della Cina e minacciando una crisi mondiale. Sul fronte interno cresce la tensione per le spese e le perdite di vite dovute alle varie operazioni militari d'oltreoceano e a causa degli scontri tra bianchi dovuti alla discriminazione cui sono sottoposti gli afro-americani. Brian Chaney, uno studioso di statistica esperto di studi biblici e autore di un controverso libro sui rotoli di Qumran, viene selezionato da un ente governativo statunitense affinché prenda parte ad un esperimento segreto del governo per esplorare il futuro tramite una macchina del tempo, il Veicolo a Dislocazione Temporale o VDT. 
Chaney, riluttante, viaggia a bordo di un treno corazzato sino ad una base militare situata a sud di Joliet, nell'Illinois. Lì è affiancato da altri due militari, il maggiore dell'aeronautica William Moresby e il tenente comandante della marina Arthur Saltus. Chaney presto scopre di condividere con Saltus un'attrazione per Kathryn, la sua intermediaria civile, ma a differenza di Saltus, Chaney non ha l'assertività per corteggiarla in modo aggressivo. Egli concentra invece la sua attenzione sul progetto. Presto arriva il primo ordine da parte del presidente degli Stati Uniti; la loro prima missione consiste in un viaggio di due anni nel futuro per scoprire se egli vincerà le elezioni presidenziali del 1980.
I tre viaggiano al giovedì successivo l'elezione in viaggi individuali, con Moresby prima e poi Saltus prima secondo l'anzianità militare. Chaney, come civile, è l'ultimo a partire, ma arriva prima degli altri a causa di un errore temporale dello strumento di navigazione. I tre viaggiatori scoprono che il presidente, in realtà disprezzato da Chaney come uomo debole (infatti, viene soprannominato "Presidente Docile"), ha stravinto le elezioni grazie al successo ottenuto nella gestione dei disordini razziali in corso a Chicago, e che questi disordini hanno portato alla costruzione di un muro al centro di Cermak Road che divide il nord della città da sud, segregando le comunità bianche e nere. Vengono anche a sapere che la nazione è sotto legge marziale dopo un tentativo fallito dei capi di stato maggiore di prendere il governo con un colpo di stato, ostacolato proprio grazie alle conoscenze avanzate riportate indietro dai viaggiatori nel tempo. Mentre si preparano per il ritorno, Saltus informa Chaney di un'ulteriore scoperta: una licenza di matrimonio tra lui e Kathryn. Mentre Saltus che si gongola nella consapevolezza del suo inevitabilmente riuscito corteggiamento, Chaney gli concede di provarci con la donna.
Con il successo della missione iniziale, i tre sono autorizzati a viaggiare ulteriormente nel futuro. Hanno in programma di viaggiare in date a loro scelta entro i prossimi due decenni, con ogni viaggio separato di circa un anno, al fine di fornire una copertura più ampia. Moresby va per primo e si reca nel 4 luglio 1999. Tuttavia, con grande sorpresa Moresby scopre che è in corso una guerra civile a sfondo razziale, e che Chicago è stata recentemente attaccata con una bomba nucleare lanciata dalla Cina per conto di guerriglieri neri.Il militare si ritrova subito coinvolto in una battaglia tra le truppe della base e "ramjets" invasori, come vengono chiamati i guerriglieri neri, Moresby muore in un attacco condotto da una posizione di mortaio dei ramjet. Saltus è successivo, e decide di viaggiare sino alla data del suo 50º compleanno nel 2000. Al suo arrivo scopre i resti della battaglia e viene quasi ucciso dai sopravvissuti che si nascondono nella base. Ferito, viene inserito nel VDT da una figura sconosciuta e ritorna al presente, portando con sé un rapporto registrato su nastro che Moresby aveva fatto al suo arrivo, in cui spiega quanto è avvenuto nel futuro.
In allerta dall'esperienza di Saltus, Chaney viaggia ancora più in là nel futuro. Non avendo scelto una data, e disilluso dalle esperienze del viaggio del 1980, arriva in un punto indeterminato in "2000+", quando l'energia del reattore nucleare della base è stata interrotta, causando lo spegnimento dei cronometri predisposti per i viaggiatori. Avventurandosi all'esterno dell'edificio, trova la base da tempo trascurata, a parte una cisterna e una tomba. Mentre indaga ulteriormente sulla tomba (che è quella di Saltus), Chaney si rende conto di essere osservato da una famiglia con bambini; quando però prova ad avvicinarsi per chiedere spiegazioni, questi ultimi scappano. A quel punto viene avvicinato da un giovane uomo e una donna che si identificano come i figli di Arthur e Kathryn. Portano Chaney a Kathryn, ora anziana, che rivela a Chaney che la civiltà è crollata come risultato indiretto del progetto del viaggio nel tempo; con le informazioni dal futuro, il presidente, in preda alla paranoia e all'indecisione, ha preso una serie di decisioni disastrose che hanno portato alla guerra con la Cina, seguite dalla guerra civile e dalla distruzione sociale. Quando Chaney gli chiede quante di queste informazioni ha riportato indietro, Kathryn lo informa che non ne ha riportato nulla, dato che con lo spegnimento della sua fonte di energia, la macchina nel tempo non poteva più tornare al passato, e che Chaney è quindi intrappolato nel futuro. Nel momento stesso in cui Chaney aveva attivato la macchina, quest'ultima si era rotta, rendendo impossibile il suo rientro. Chaney, disperato, prova a riattivare la macchina, ma si rende conto che è tutto inutile. 
Anche se è preannunciato in precedenza nel libro, solo a questo punto il lettore viene detto esplicitamente un fatto che rende ancora più tragica la situazione di Chaney. È nero, l'unico membro afroamericano del progetto. A causa della feroce vendetta dei neri nella guerra civile, tutti i sopravvissuti lo temeranno e non si fideranno di lui. Il libro termina con Kathryn che cerca di consolare Chaney, spiegandogli che lei è l'unica che non avrà mai paura di lui.

## Edizioni
- (EN) Wilson Tucker, The Year of the Quiet Sun, Ace SF Special, Series 1, 1ª ed., New York, Ace Books, 1970, ISBN 978-0-441-94200-8.
- Wilson Tucker, L'anno del sole quieto, traduzione di Gianni Aimach, Slan. Il Meglio della Fantascienza, n. 5, Bologna, Libra, 1971.
- (DE) Wilson Tucker, Das Jahr der stillen Sonne, traduzione di Wulf Bergner, Goldmann Science Fiction der Chef-Auswahl, Lipsia, Goldmann, settembre 1972, ISBN 978-3-442-30257-4.
- (FR) Wilson Tucker, L'année du soleil calme, Ailleurs et demain, Parigi, Robert Laffont, ottobre 1973.
- (ES) Wilson Tucker, El año del sol tranquilo, Super Ficción (1ª época), n. 85, Barcellona, Martínez Roca, 1983, ISBN 978-84-270-0838-0.
- Wilson Tucker, L'anno del sole quieto, traduzione di Gianni Aimach, Cosmo Oro, n. 102, Milano, Nord, 1989, ISBN 9788842903994.
- Wilson Tucker, L'anno del sole quieto, traduzione di Gianni Aimach, Un Famoso Classico di Fantascienza, n. 2, Milano, Nord, settembre 1992, ISBN 9788842903994.
- Wilson Tucker, L'anno del sole quieto, traduzione di Gianni Aimach, Urania Collezione, n. 54, Milano, Arnoldo Mondadori Editore, luglio 2007, ISSN 1721642-7 (WC · ACNP). Include la sceneggiatura inedita di Alan D. Altieri ricavata dal romanzo.